# Chotouňský potok
Chotouňský potok je pravostranný přítok řeky Sázavy v okresech Praha-východ a Praha-západ ve Středočeském kraji. Délka toku činí 7,9 km. Plocha povodí měří 16,0 km².

## Průběh toku
Potok vytéká z rybníka, který se nachází v polích východně od Nechánic v nadmořské výšce okolo 415 m. V pramenné oblasti teče nejprve západním směrem. Protéká výše zmíněnou vsí, u níž napájí tři místní rybníky a postupně mění směr toku na jihozápad. V Chotouni napájí vodní nádrž a poté přijímá zprava Jílovský potok. Odtud až ke svému ústí tvoří potok hranici mezi katastrálním územím Jílové u Prahy a katastrálními územími Pohoří u Prahy, Borek nad Sázavou a Kamenný Přívoz. Na středním a dolním toku proudí jižním až jihozápadním směrem hlubokým údolím, jehož svahy jsou z části zalesněné. Východně a jihovýchodně od Jílového u Prahy se na březích potoka rozprostírají chatové osady. Do Sázavy se vlévá v Žampachu na 9,7 říčním kilometru v nadmořské výšce okolo 220 m. Část osady na levém břehu Chotouňského potoka je součástí obce Kamenný Přívoz, část Žampachu na pravém břehu potoka je součástí města Jílové u Prahy.

### Větší přítoky
- Jílovský potok, zprava, ř. km 4,1